# Chiyyar

Les chiyyar, ou bouchiyyar, sont des galettes typiques de la région de la Chaouia au Maroc, dont la pâte a une texture collante, comme celle du sfenj.
Les galettes sont disposées les unes sur les autres et badigeonnées d'un mélange de beurre fondu et de miel.